# Oligonychus tshimkenticus
Oligonychus tshimkenticus är en spindeldjursart som beskrevs av Wainstein 1956. Oligonychus tshimkenticus ingår i släktet Oligonychus och familjen Tetranychidae. Inga underarter finns listade i Catalogue of Life.